# Stratiomys armeniaca
Stratiomys armeniaca är en tvåvingeart som beskrevs av Jacques-Marie-Frangile Bigot 1879. Stratiomys armeniaca ingår i släktet Stratiomys och familjen vapenflugor. Inga underarter finns listade i Catalogue of Life.